# غفار أحمد (سياسي)
غفار أحمد هو سياسي فيجاوي سابق من أصل هندي من حزب العمال الفيجي. ولد أحمد في با وهو ضابط شرطة سابق. مثل دائرة با المجتمعية الهندية الغربية، وهي واحدة من 19 دائرة مخصصة للفيجيين من أصل هندي، من عام 1995 إلى عام 2006.
كان أحمد مساعدًا لوزير الداخلية في حكومة الائتلاف الشعبي من عام 1999 إلى عام 2000.
في 19 مايو 2000، كان من بين 43 عضوًا من حكومة الائتلاف الشعبي، بقيادة ماهيندرا شودري، الذين أُحتجزو رهائن من قبل جورج سبايت وعصابته من الجنود المتمردين من القوات المسلحة لجمهورية فيجي من وحدة الحرب الثورية المضادة. أُطلق سراحه في 21 مايو 2000، بعد أن وقع على ورقة استقالته من مقعده في مجلس النواب.
في عام 2003، عُرض على أحمد منصب وزير السجون، إلى جانب 13 نائبًا آخرين من حزب العمال الفيجي عُرضت عليهم مناصب وزارية من قبل رئيس الوزراء، لايسينيا كاراسي، لكن حزب العمال الفيجي رفض قبول هذا العرض.
في وقت سابق، أعرب عن نيته الترشح في دائرة ماجودرو المفتوحة في مجلس النواب، لكنه أعلن انسحابه في 11 أبريل 2006، بسبب مواجهته صعوبات مالية، ولكن عُيين في مجلس الشيوخ كواحد من ثمانية مرشحين من قبل زعيم المعارضة.
أحمد عضو دائم في رابطة حكام كرة القدم في فيجي وحصل على شارة حكام الاتحاد الدولي لكرة القدم من عام 1991 إلى عام 1995